# ブラウザゲーム

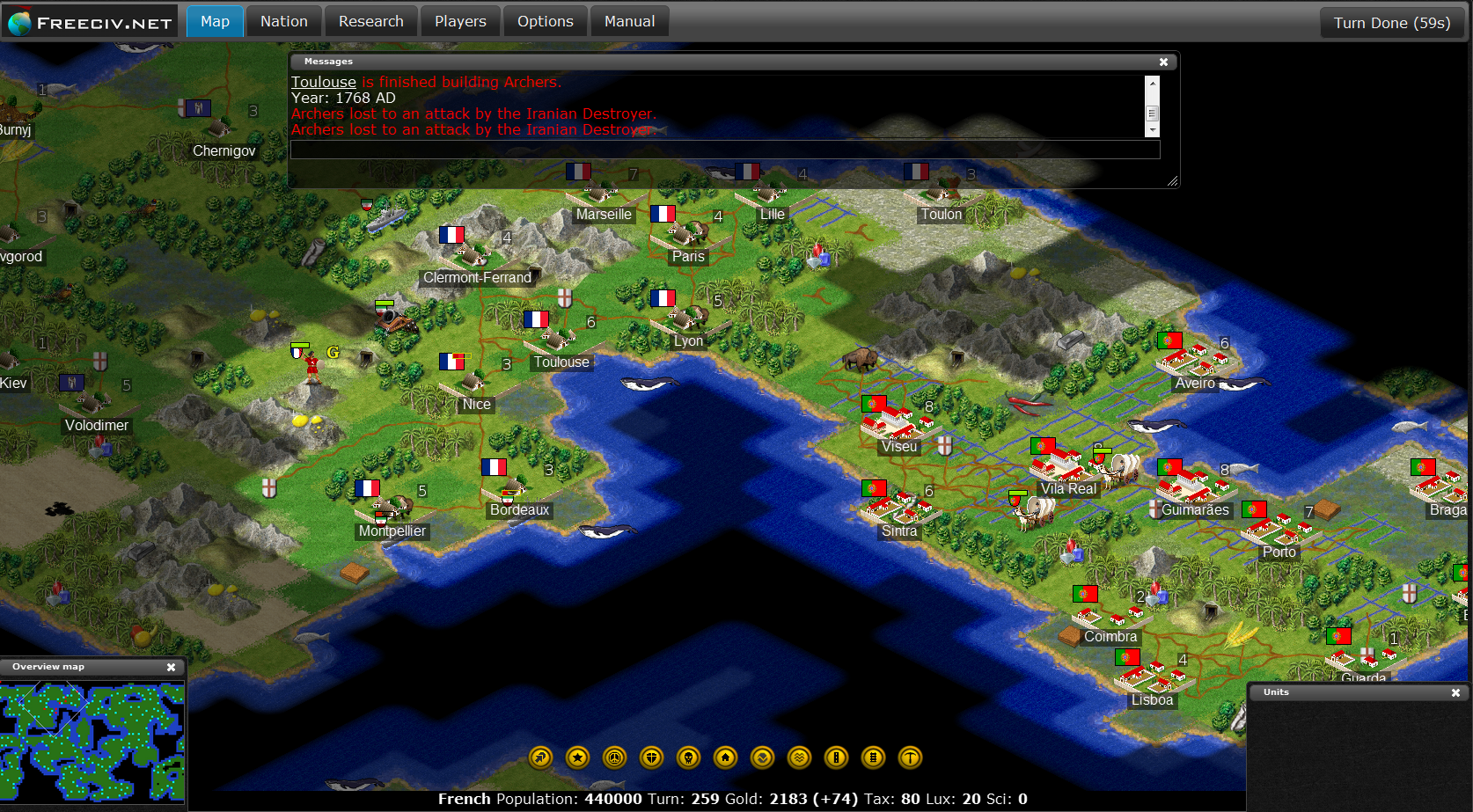
ウェブブラウザ版のFreeciv

ブラウザゲームとは、ウェブブラウザで遊べるコンピュータゲーム。「ネイティブアプリ/ゲーム」と対比され「Webアプリ/ゲーム」とも呼ばれる。インターネットに接続できる環境であればゲームソフトをダウンロード・インストールする必要がなく、どこでも気軽に遊ぶことができるという利点がある（プラグインがインストールされていない場合は該当プラグインのダウンロード・インストールが必要である）。